# 広島修道大学の人物一覧
広島修道大学の人物一覧（ひろしましゅうどうだいがくのじんぶついちらん）は、広島修道大学に関係する人物の一覧記事。

## 著名な教職員

### 現教職員
- 居石正和（法学部教授。専門は法制史）
- 木原一郎（国際コミュニティ学部准教授、専門はエリアマネジメント）
- 坂根嘉弘（商学部教授。専門は近代日本経済史）
- 河口和也（人文学部教授。専門はジェンダー論、クィア・スタディーズ）

### 名誉教授
- 岡本三夫（政治学者）
- 上領英之（経営学者）
- 児玉正憲（経営学者）
- 時政勗（経済学者）

### 元教職員
- 秋葉忠利（人文学部客員教授（1986年 - 1988年）、人文学部教授（1988年 - 1997年）。元広島市市長・元日本社会党・社会民主党衆議院議員）
- 落合功（商学部教授（2004年 - 2013年））
- 竹下虎之助（修道学園理事長（1996年 - 2000年）、元広島県知事）
- 矢野達雄（法学部教授。専門は法制史）

## OB・OG

### 政界
国会議員は中退だが福田衣里子が2009年の第45回衆議院議員総選挙で民主党公認で長崎2区より出馬して当選したことにより誕生した。他には広島県内を中心に地方首長・地方議員を多数輩出。
- 福田衣里子（元衆議院議員）：人文学部人間関係学科心理学専攻中退
- 眞野勝弘（広島県廿日市市長）：商科大学短期大学部
- 福岡誠志（広島県三次市市長）：法学研究科国際政治学専攻修了
- 野々部尚昭（元愛知県稲沢市市議会議員、2008年度全国若手市議会議員の会会長）：法学部国際政治学科、同大学院修士課程修了
- 吉田隆行（広島県坂町町長）：商学部出身

広島県議会、広島市議会にも多数の卒業生がいる。

### 財界
中国地方の社長の数を出身大学別に並べると広島修道大学が8番目に多く、同地方の国公私立大学の中では2番目に多い。

#### 広島県内に本社を置く主要な企業および学校法人の経営者
- 上野淳次（学校法人上野学園理事長）：商学部商業学科
- 植竹正隆（中国塗料代表取締役社長、日本塗料工業会副会長）
- 市原則之（学校法人広島山陽学園山陽高等学校理事長、日本オリンピック委員会 (JOC) 専務理事、日本ハンドボール協会副会長、日本ハンドボールリーグ機構会長）
- 河浜一也（学習共同体河浜塾代表取締役総塾長、元広島私塾連盟理事長、全日本私塾ネット副理事長・NPO教育サポート広島副理事長・郷土歴史家）
- 鶴衛（学校法人鶴学園理事長・同学園総長、広島工業大学学長、日本私立大学協会副会長）
- 佐々木茂喜（オタフクホールディングス代表取締役、前オタフクソース代表取締役社長、広島経済同友会代表幹事、同観光振興委員長）

#### 県外の企業の経営者
- 佐々木博茂（ダイエー元社長代行、福岡ダイエーホークス元代表取締役会長）：商学部商業学科
- 山本孝昭（ドリーム・アーツ社長）：商学部経営学科
- 松下秀司（そごう・西武執行役員・そごう神戸店長→阪急阪神百貨店執行役員・神戸阪急店長）

### 学術
- 胡義博（鈴峯女子短期大学教授）
- 平伸二（福山大学人間文化学部教授）：人文学部人間関係学科心理学専攻、同大学院博士課程修了
- 増田雅之（防衛省防衛研究所主任研究官）：法学部国際政治学科
- 山竹伸二（大阪経済法科大学アジア太平洋研究センター客員研究員）：人文学部人間関係学科心理学専攻

### 文化
- 織田啓一郎（小説家）：人文学部人間関係学科社会学専攻
- 島田直角（音楽プロデューサー、アレンジャー）：商学部経営学科
- 田島隆（漫画原作者、海事代理士、行政書士）：法科大学院（法務研究科）
- 藤田伸三（脚本家）：人文学部人間関係学科社会学専攻
- 吉田拓郎（シンガーソングライター、フォーライフレコード元社長）：商学部商業学科
- 米光一成（ゲームクリエーター、立命館大学映像学部教授）：人文学部英語英文学科

### 芸能
- 金児憲史（俳優、歌手）：商学部国際商学科
- 古今亭菊丸（落語家）：商学部商業学科
- 広田みのる（俳優、声優、ナレーター）：商学部経営学科
- 柳家福治（落語家）：商学部商業学科
- 山根良顕（お笑い芸人（アンガールズ ））：法学部国際政治学科
- ランス39号（お笑い芸人）：法学部法律学科

### スポーツ
- 天野勝（プロゴルファー）：商学部商業学科
- 市原則之（日本オリンピック委員会専務理事、日本ハンドボール協会副会長）：商学部商業学科
- 金澤利翼（ボディビルダー、トレーナー）
- 田口信教（競泳選手、ミュンヘンオリンピック競泳平泳ぎ金メダリスト、鹿屋体育大学体育学部教授）：商学部商業学科
- 長井響（プロサッカー選手）：法学部法律学科
- 西河翔吾（元プロサッカー選手）：商学部経営学科
- 日高裕貴（元プロサッカー選手）
- 本多忠（競泳選手）：ミュンヘンオリンピック・モントリオールオリンピック日本代表
- 早稲田昇（競泳選手）：1968年メキシコオリンピック日本代表

### 放送

#### 地元メディア
- 青山高治（中国放送アナウンサー）：人文学部人間関係学科社会学専攻
- 荒谷知穂（元広島ホームテレビアナウンサー）：商学部経営学科
- 伊藤みのり（元広島ホームテレビアナウンサー）：人文学部英語英文学科
- 江本一真（広島ローカルタレント・ラジオDJ、元あいテレビアナウンサー）：法学部
- 煙石博（元中国放送アナウンサー）：商学部短期大学部
- 串山真理（元日本海テレビジョン放送・広島ホームテレビアナウンサー）：人文学部英語英文学科
- 寺沢知佳子（ローカルタレント）：人間環境学部人間環境学科
- 西田篤史（ローカルタレント）：商学部経営学科
- 桧山千尋（NHK広島放送局契約キャスター、以前はNHK佐賀放送局・NHK北九州放送局・NHK鹿児島放送局にも在籍）：人文学部人間関係学科心理学専攻
- 脇田義信（元広島テレビ放送アナウンサー、取締役編成局長などを歴任）：商学部商業学科
- 渡辺由恵（広島テレビ放送ディレクター・報道記者、元アナウンサー）：人文学部人間関係学科心理学専攻

#### 県外メディア
- 木次真紀（フリーアナウンサー、元山陰放送アナウンサー）：人文学部人間関係学科心理学専攻
- 西野友子（元テレビせとうちアナウンサー）：経済科学部現代経済学科
- 楢崎瑞（南海放送アナウンサー、元中国放送ディレクター・記者、元山口朝日放送アナウンサー）：法学部国際政治学科
- 廣木弓子（フリーアナウンサー、元静岡エフエム放送アナウンサー）：人文学部英語英文学科
- 三宅宣行（熊本放送記者、元熊本県民テレビアナウンサー）：法学部法律学科
- 森本晴香（フリーアナウンサー、元南海放送・四国放送・広島ホームテレビ・新潟放送アナウンサー）：人文学部英語英文学科
- 山田弥希寿（フリーアナウンサー、元山陰放送・文化放送アナウンサー）：法学部
- 義田貴士（フリーキャスター、元テレビ朝日スポーツ部記者）：商学部経営学科
- 脇田美代（フリーアナウンサー、元山口放送アナウンサー）：人文学部人間関係学科社会学専攻